# El Barco, Hidalgo
El Barco är en ort i Mexiko.   Den ligger i kommunen Lolotla och delstaten Hidalgo, i den sydöstra delen av landet, 200 km norr om huvudstaden Mexico City. El Barco ligger 173 meter över havet och antalet invånare är 388.
Terrängen runt El Barco är kuperad. Runt El Barco är det ganska tätbefolkat, med 86 invånare per kvadratkilometer. Närmaste större samhälle är Tamazunchale, 11,6 km nordväst om El Barco. I omgivningarna runt El Barco växer huvudsakligen savannskog.